# Henry Pole
Henry Pole   (1492 (Gregorià) - Tower Hill, 9 de gener de 1539 (Gregorià)) fou I baró de Montagu, conegut per la seva participació en el procés d'Anna Bolena, i casat amb Jane Neville.
Era fill de Sir Richard Pole i Margaret Pole i entre altres germans ho fou del cardenal Reginald Pole que fou l'últim arquebisbe de Canterbury.
En un principi gaudí del favor d'Enric VIII, que li concedí el títol de lord Montagu el 1517. Acompanyà al rei amb l'entrevista amb Carles V a Gravelines i en altres cerimònies, i formà part dels tribunals que jutjaren a Thomas More i Anna Bolena. Envoltat després en la desgràcia de la seva família, fou empresonat a la Torre de Londres i decapitat.